# Puracé
Puracé là một khu tự quản thuộc tỉnh Cauca, Colombia. Thủ phủ của khu tự quản Puracé đóng tại Coconuco Khu tự quản Puracé có diện tích 783 ki lô mét vuông. Đến thời điểm ngày 28 tháng 5 năm 2005, khu tự quản Puracé có dân số 12132 người.